# Meena Harris

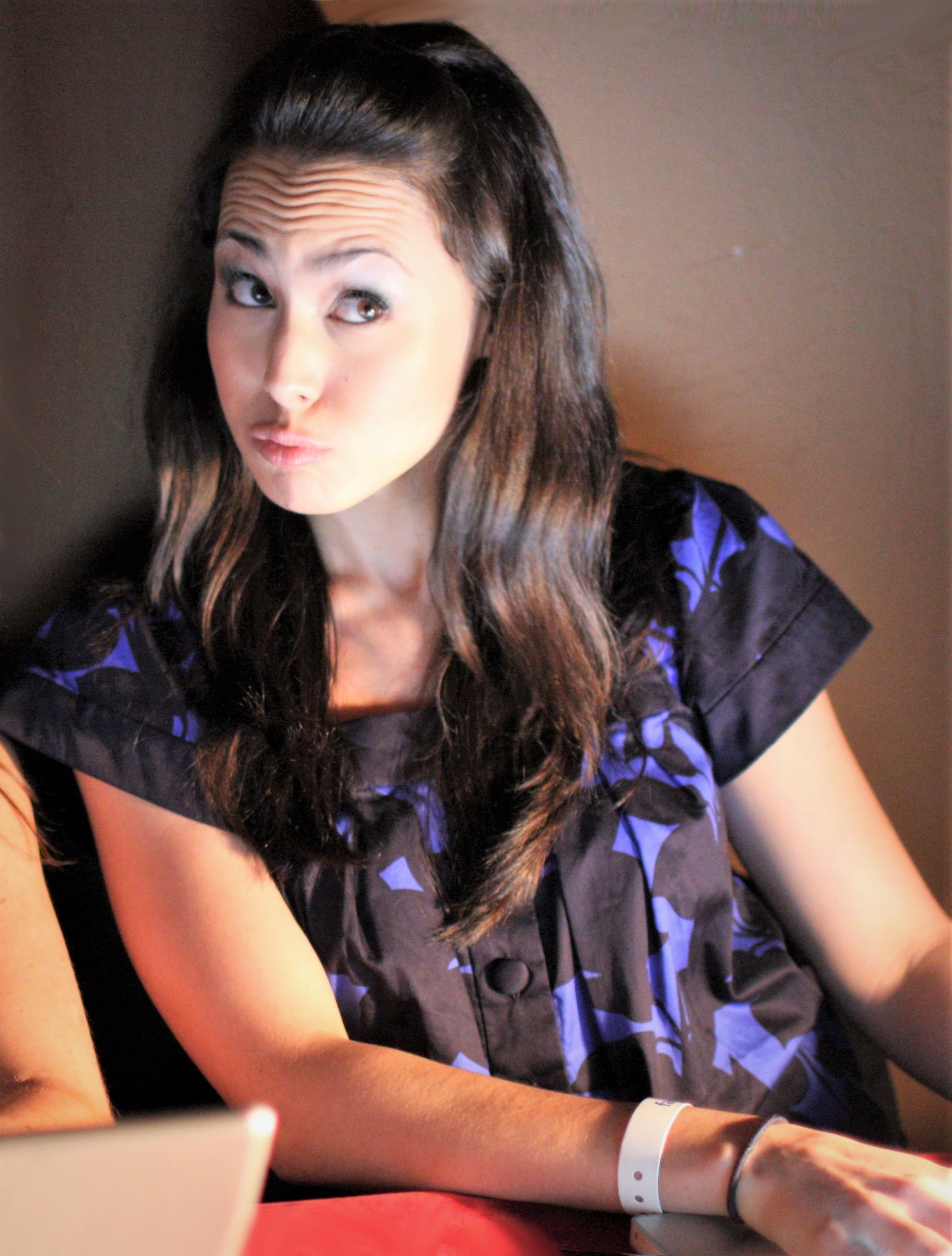
Meena Harris, 2008

Meenakshi Ashley Harris (* 20. Oktober 1984 in Oakland) ist eine US-amerikanische Anwältin, Produzentin, Kinderbuchautorin und Gründerin der Phenomenal Woman Action Campaign, die Mode für wohltätige Zwecke kreiert. Im Juni 2020 veröffentlichte Harris ihr erstes Buch bei HarperCollins.

## Leben
Ihre Mutter Maya Harris ist Anwältin und Politikexpertin. Ihr Vater ist nicht öffentlich bekannt. Ihre Tante Kamala Harris ist Vizepräsidentin der Vereinigten Staaten. Ihre Großmutter Shyamala Gopalan war eine indisch-amerikanische Krebsforscherin und Bürgerrechtlerin und ihr Großvater Donald J. Harris war ein jamaikanisch-amerikanischer Wirtschaftsprofessor in Stanford und Bürgerrechtler.
Harris besuchte die Bishop O’Dowd High School in Oakland. Sie schloss 2006 an der Stanford University mit dem Bachelor ab und 2012 mit dem Juris Doctor an der Harvard Law School.
2017 gründete sie das Modelabel „Phenomenal“, welches nach einem Gedicht von Maya Angelou benannt wurde. Im September 2018 organisierte Harris gemeinsam mit Alicia Garza, Gründerin des Black Lives Matter Global Network, eine ganzseitige Anzeige in der New York Times.
2020 veröffentlichte Harris ihr erstes Kinderbuch im Verlag HarperCollins names Kamala and Maya’s Big Idea, welches auf der Geschichte ihrer Mutter Maya Harris und ihrer Tante Kamala Harris basierte.
Zeitweise war sie bei Uber als Head of Strategy & Leadership at Uber im Vorstand tätig. Dort war ihr Stiefvater Tony West Chief Legal Officer. Außerdem war sie bei der internationalen Kanzlei Covington & Burling für Slack Technologies und Facebook tätig.
Während der erfolgreichen Wahlkampagne ihrer Tante Kamala Harris für den US-Senat im Jahre 2016 war sie für Politik und Kommunikation tätig. Von 2016 bis 2017 war sie in der San Francisco Commission on the Status of Women tätig.
Im Dezember 2020 gründete sie mit Brad Jenkins ein Produktionsstudio namens „Phenomenal Productions“.
Am 19. Januar 2021 veröffentlichte sie ihr zweites Buch Ambitious Girl.

## Privatleben
Harris ist mit Nikolas Ajagu verheiratet und hat mit ihm zwei Töchter.

## Bücher
- Kamala and Maya’s Big Idea. HarperCollins. 2020. ISBN 978-0-06-293740-7
- Ambitious Girl. Little, Brown Books for Young Readers. 2021.